# IC 2627
IC 2627 ist eine Balken-Spiralgalaxie mit ausgedehnten Sternentstehungsgebieten vom Hubble-Typ SBbc im Sternbild Becher am Südsternhimmel. Sie ist schätzungsweise 85 Millionen Lichtjahre von der Milchstraße entfernt und hat einen Durchmesser von etwa 70.000 Lj.
Die Supernovae SN 1994R (Typ-II) und SN 1998A (Typ-IIP) wurden hier beobachtet.
Das Objekt wurde am 10. April 1898 von Lewis Swift entdeckt.